# Joseph F. Dunford

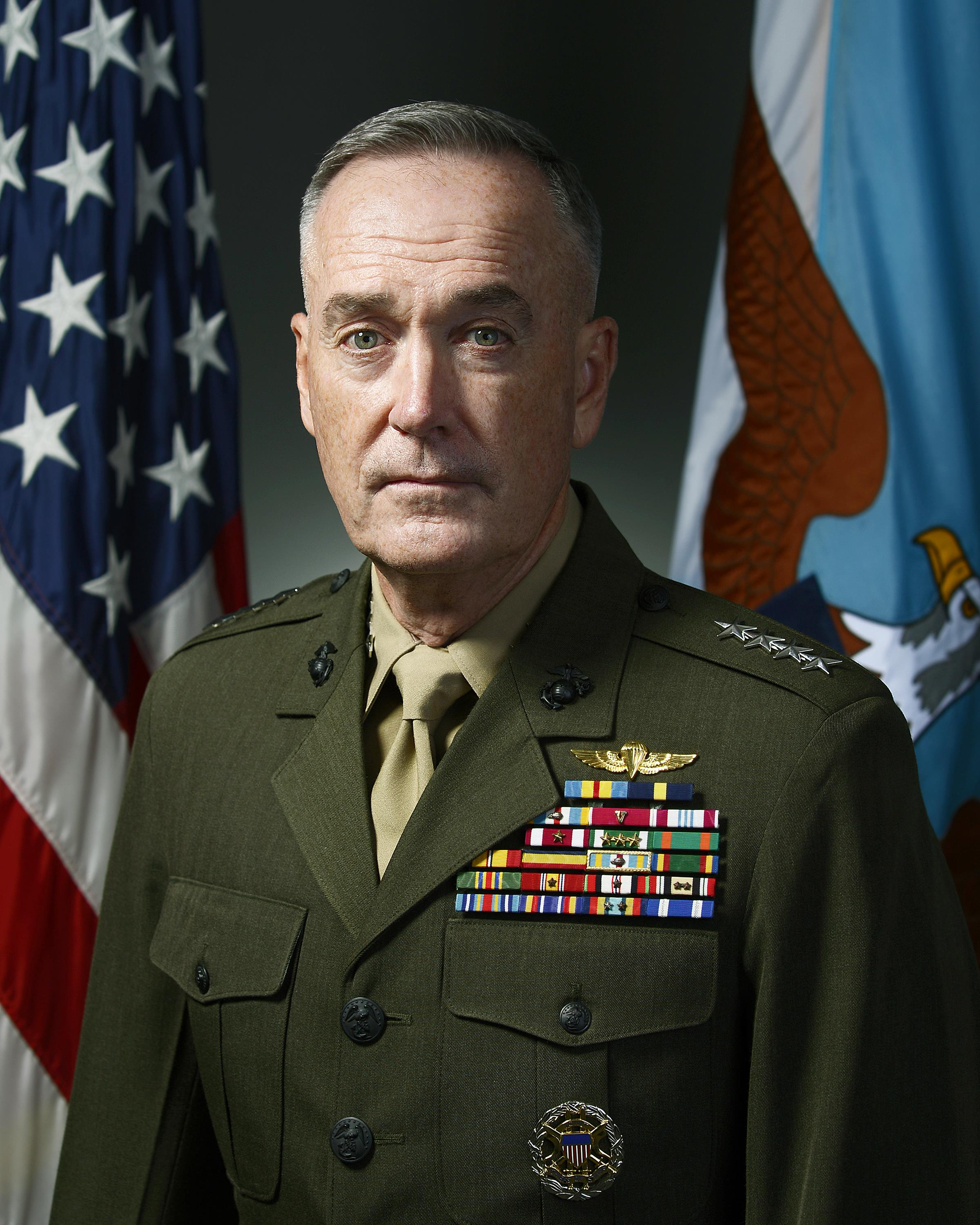
Joseph Dunford (als CJCS, Oktober 2015)

Joseph Francis Dunford jr. (* 14. Mai 1955 in Boston, Massachusetts) ist ein ehemaliger General des United States Marine Corps (USMC). Er war vom 1. Oktober 2015 bis 1. Oktober 2019 Vorsitzender des Vereinigten Generalstabs der Streitkräfte der Vereinigten Staaten (engl. Chairman of the Joint Chiefs of Staff, kurz: CJCS). Dunford war der 19. Vorsitzende der JCS seit deren Einführung 1949.
Zuvor diente Dunford von Oktober 2010 bis Dezember 2012 als stellvertretender Kommandeur des USMC, vom 10. Februar 2013 bis zum 26. August 2014 war er Befehlshaber der International Security Assistance Force (ISAF) und der U.S. Forces Afghanistan (USFOR-A), ab dem 17. Oktober 2014 dann schließlich Kommandeur des USMC.

## Ausbildung und Karriere
Dunford wuchs in Quincy nahe Boston in einem irisch-katholisch geprägten Elternhaus auf; nach der High School besuchte er das katholische Saint Michael’s College in Colchester, das er 1977 abschloss. Im selben Jahr trat er dem Marine Corps bei, wo er bis 1981 in verschiedenen Verwendungen, unter anderem als Platoon-Führer, anschließend ein Jahr als Adjutant des Kommandanten der III. Marine Expeditionary Force eingesetzt war. Zwischen 1988 und '91 war Dunford als Ausbilder am College of the Holy Cross und der Offizierschule auf der Marine Corps Base Quantico tätig und wurde 1992 wiederum als Adjutant in den erweiterten Generalstab des damaligen Kommandanten des Marine Corps, Carl Mundy, berufen. Dieser Verwendung folgten ab 1995 Funktionen in unterschiedlichen Regimentern des Marine Corps.
Dunfords weiterführende Ausbildung umfasst einen Masterabschluss in Government von der Georgetown University, Washington, D.C., und in International Relations von der Fletcher School of Law and Diplomacy in Medford, Massachusetts; außerdem verschiedene Fortbildungen an einschlägigen Militäreinrichtungen wie dem U.S. Army War College.

### Dienst im Generalsrang

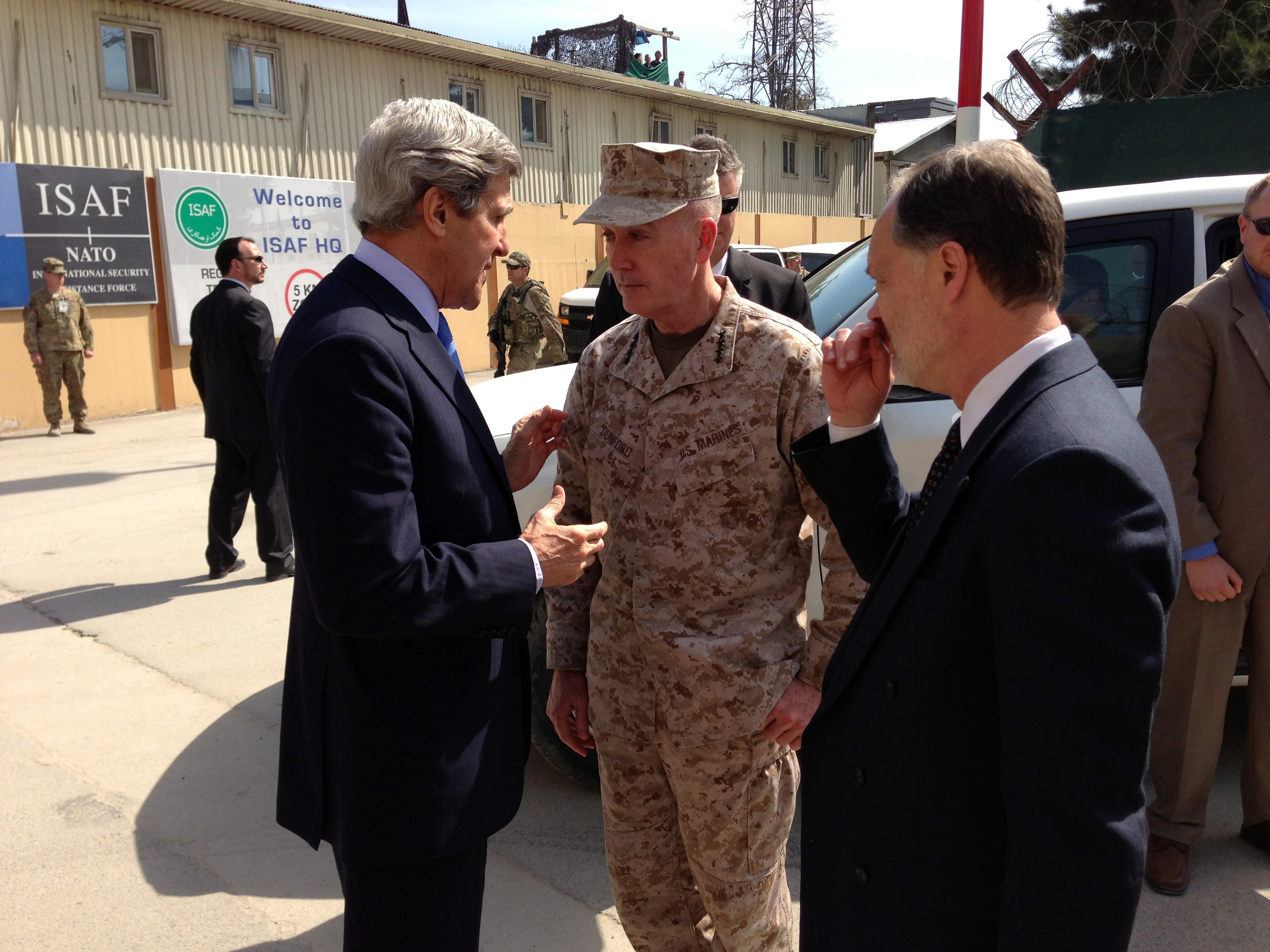
Dunford (Bildmitte) im Gespräch mit US-Außenminister John Kerry (links) in Afghanistan, März 2013

Als Brigadegeneral fungierte Dunford von 1999 an als stellvertretender Kommandeur der 1. US-Marineinfanteriedivision; während dieser Zeit war er insgesamt 22 Monate im Irak stationiert. Anschließend war er von 2005 bis 2007 zunächst Director of Operations Division, Plans, Policies and Operations im Hauptquartier des Marine Corps in Washington, dann etwa ein halbes Jahr lang Vice Director for Operations (J-3) im Vereinigten Generalstab; den für diese Dienststellung vorgesehenen Rang eines Generalmajors hatte Dunford, trotz Nominierung, effektiv nie inne, schon im April 2008 wurde er als Commandant of Operations Division, Plans, Policies and Operations wiederum ins Marine-Hauptquartier nach Washington versetzt und direkt zum Generalleutnant ernannt. Von 2009 bis 2010 kommandierte er die I. Marine Expeditionary Force und die Marine Forces im U.S. Central Command, bevor er am 22. Oktober 2010 unter Beförderung zum General schließlich den Posten des Assistant Commandant of the Marine Corps antrat, den er bis zum 15. Dezember 2012 innehatte.
Am 14. November 2012 wurde Dunford für die Nachfolge von John R. Allen (USMC), der zu diesem Zeitpunkt für den Posten des Supreme Allied Commander Europe vorgesehen war, letztendlich aber nach Ermittlungen gegen sich im Zuge der Petraeus-Affäre um seine Entlassung in den Ruhestand bat, als Befehlshaber der ISAF und der U.S. Forces Afghanistan nominiert; er übernahm dieses Kommando schließlich am 10. Februar.
Im März 2014, während seiner Zeit als Befehlshaber der ISAF, wählte das Wirtschaftsmagazin „Fortune“ Dunford auf Platz sieben seiner Rangliste der “World's 50 Greatest Leaders”: “The Marine four-star general and leader of NATO's coalition in Afghanistan is probably the most complete warrior-statesman wearing a uniform today […]”, so das Magazin.
Am 5. Juni 2014 gab das Verteidigungsministerium die Nominierung Dunfords als Kommandant des USMC bekannt, Dunford übernahm das Kommando am 17. Oktober von General James Amos. Dunford war der 36. Kommandant des Marine Corps seit dessen Aufstellung im Jahr 1775.
Schon am 5. Mai 2015 nominierte US-Präsident Barack Obama Dunford schließlich als neuen Vorsitzenden des Vereinigten Generalstabs. Dunford trat die Position am 1. Oktober desselben Jahres an; er folgte Martin E. Dempsey nach, der seinerseits in den Ruhestand trat. Am 1. Oktober 2019 übergab er diese Funktion an General Mark A. Milley und ging in den Ruhestand.
Im Februar 2020 übernahm er eine Position im Board of Directors von Lockheed Martin.

## Auszeichnungen
Auswahl der Dekorationen, sortiert in Anlehnung an die Order of Precedence of Military Awards:
- Defense Distinguished Service Medal
- Navy Distinguished Service Medal
- Defense Superior Service Medal mit Eichenlaub
- Legion of Merit
- Defense Meritorious Service Medal
- Meritorious Service Medal mit Stern
- Navy & Marine Corps Commendation Medal mit drei Sternen
- Navy & Marine Corps Achievement Medal
- Navy Presidential Unit Citation
- Navy Unit Commendation
- National Defense Service Medal
- Afghanistan Campaign Medal mit Stern
- Iraq Campaign Medal mit zwei Sternen
- Global War on Terrorism Expeditionary Medal
- Global War on Terrorism Service Medal
- NATO-Medaille für den Einsatz mit der International Security Assistance Force

Des Weiteren wurde ihm 2020 der japanische große Orden der Aufgehenden Sonne am Band verliehen.